# Anguloa rolfei
Anguloa rolfei är en orkidéart som beskrevs av Henry Frederick Conrad Sander och Robert Allen Rolfe. Anguloa rolfei ingår i släktet Anguloa och familjen orkidéer.
Artens utbredningsområde är Colombia. Inga underarter finns listade i Catalogue of Life.